# Jean Céa
Jean Céa (* 1932 in Algerien; † 9. Januar 2024 in Nizza) war ein französischer Mathematiker, der sich mit Analysis, Optimierung und Numerischer Mathematik befasste.

## Werdegang
Cea wurde als Sohn aus Spanien eingewanderter naturalisierter Franzosen in Algerien geboren. Er studierte an der École Normale d'Instituteurs d'Oran und an der École Normale Supérieure de Saint-Cloud. Céa wurde 1964 bei Jacques-Louis Lions promoviert (Approximation variationnelle des problèmes aux limites). Er war Professor an der Universität Nizza (Sophia Antipolis).
Nach ihm ist das Lemma von Céa benannt, das er in seiner Dissertation bewies.
Er erhielt 1975 den Poncelet-Preis und war ab 1989 Mitglied der Academia Europaea.

## Schriften
- Optimisation: théorie et algorithmes, Dunod 1971
- Lectures on optimization : theory and algorithms, Tata Institute of Fundamental Research, Springer 1978, pdf
- Approximation et méthodes itératives de résolution d'inéquations variationnelles et de problèmes non linéaires,  Institut de recherche d'information et d'automatique (IRIA), Rocquencourt 1974
- Une vie de mathématicien. Mes émerveillements, Harmattan 2010
- Jeunes pousses en folie, Harmattan 2012 (Roman)